# Ritratto di Humphry Morice
Ritratto di Humphry Morice è un dipinto di Pompeo Batoni. Eseguito tra il 1761 e il 1762 e appartenente a una collezione privata, è esposto nella National Gallery di Londra.

## Descrizione
Soggetto del ritratto è uno dei principali committenti del Batoni, l'inglese Humphry Morice, in visita a Roma per motivi d'affari. È raffigurato in un momento di riposo dopo la caccia, in compagnia dei suoi cani e in un ambiente campestre con una torre delle mura leonine riconoscibile sullo sfondo.